# Xantos (rei)
D'acord amb la mitologia grega, Xantos (en grec antic: Ξάνθος) va ser un rei de Tebes, fill de Ptolemeu.
Per acabar una guerra entre els beocis i els atenesos, que volien ocupar un territori entre els dos regnes, Xantos va proposar una batalla singular amb Timetes, rei d'Atenes, però el seu adversari no volia lluitar degut a la seva avançada edat, i va proclamar que cediria el seu regne a aquell que el substituís. S'hi va presentar un guerrer anomenat Melant. Durant el combat, es va aparèixer Dionís portant armes al darrere de Xantos. Llavors, Melant es va queixar, perquè el contrincant rebia ajuda, i quan Xantos es va girar per veure qui hi havia, Melant va llançar-li una javelina i el va abatre. De la lluita, a més de Pausànias, que diu que Xantos va ser mort per un engany, en parlen també Conó, Poliè i Frontí.